# アリオ鷲宮
- セブン&アイ・ホールディングス
  - イトーヨーカ堂 > アリオ > アリオ鷲宮
  - セブン&アイ・クリエイトリンク > アリオ > アリオ鷲宮

アリオ鷲宮（アリオわしのみや）は、埼玉県久喜市に立地するセブン&アイ・ホールディングス傘下のイトーヨーカ堂、セブン&アイ・クリエイトリンク運営の大型ショッピングセンターである。2012年（平成24年）11月22日開業。

## 概要
これまで埼玉県道3号さいたま栗橋線沿線にはロードサイドの単独商業施設や小規模な複合商業施設は存在していたが、4万平方メートルを超す大型ショッピングセンターが存在しなかった。2009年3月に埼玉県から公告され、用地の造成が進んだが市道29号線の用地買収が進まずなかなか着工されなかった。2011年10月18日に埼玉県から告示された、なお2012年11月現在ではアリオとしては県内最大の規模となり久喜市内でも2番目に大きい商業施設である。当初は現在存在している本館とは別に北館が計画され2014年9月現在実現に至っていなかったが、2017年3月14日に、埼玉県告示第三百二号が告示され、家電量販店が11月2日に、ホームセンターが11月16日に開業した。また開業後市道久喜2071号線と市道鷲宮414号線の交通安全対策問題やまた店舗周辺が市街化調整区域になっているためなかなか開発整備の実現ができない。

## 主なテナント
出店テナントの詳細は公式サイト「フロアガイド」、サービス関係については公式サイト「サービス」参照。

### 本館
本館の核店舗はイトーヨーカドーアリオ鷲宮店である。また、開業時点では105の専門店が出店し、埼玉県利根地域では初出店となる乳幼児用品専門店、スポーツショップ、生活雑貨専門店などが出店している。
1階は食料品売り場を始め、健康食品、嗜好品、スイーツ関連の専門店、レストラン街などで構成されている。また大型衣料品専門店や理容店、マッサージ、医療機関などサービス関係のテナントが立地する。2階は衣料品売り場を始め、子育て支援関係の売り場、専門店が、また携帯電話ショップ、旅行代理店、フードーコート、ファーストフードの専門店が立地する。

### 北館
北館は前述のとおり開業の目途が立っていなかったが、家電量販店が2017年11月2日に、ホームセンターが2017年11月16日に設置された。

### 閉店したテナント
- クリスピー・クリーム・ドーナツ（2014年1月13日閉店[23]）
- SUBWAY（2017年11月12日閉店[24]）

## 隣接地
店舗周辺は久喜市の基本計画で新産業系ゾーンとして位置づけられている。
また県道3号の北陽高校前交差点に近く、久喜パークタウンショッピングセンター、アクロスプラザ久喜、量販店などの商業施設が多く立地する。また東京理科大学久喜キャンパスも近隣にかって存在していた。

## アクセス
本館敷地内にある「アリオ鷲宮イトーヨーカドー」バス停もしくは北館前にある「アリオ鷲宮前」バス停が最寄りとなる。
- 大和観光バス
  - 久喜駅西口より、清久工業団地線（「管理センター」・「向野」・「清久工業団地東」・「資生堂前」行）に乗って「アリオ鷲宮前」下車。
  - 久喜駅西口より、アリオ鷲宮線「アリオ鷲宮イトーヨーカドー」行に乗って終点で下車。
- 中田観光バス
  - 東鷲宮駅西口より、アリオ鷲宮線「アリオ鷲宮イトーヨーカドー」行に乗って終点で下車（途中無停車）。

なお、本館の一部エリアでは、大和観光バスの「北陽高校入口」バス停（「アリオ鷲宮イトーヨーカドー」・「アリオ鷲宮前」両バス停の1つ手前）が最寄りとなる場合があり、アリオ鷲宮公式サイトでは同バス停の時刻表は掲載していないものの、「北陽高校入口」バス停とアリオ鷲宮との位置関係を掲載している。